# 김기희 (양궁인)
김기희(1953년 1월 28일~)는 대한민국의 양궁인이다. 2008년 제13회 베이징 장애인올림픽대회 양궁 여자 단체전 리커브에서 은메달, 2002년 제8회 아시아태평양장애인경기대회 양궁 여자 단체전 금메달을 획득했다.